# ZAD de Notre-Dame-des-Landes
La ZAD de Notre-Dame-des-Landes (où ZAD signifie « zone à défendre ») est une expérimentation sociale montée dans les années 2010 par les opposants au projet d'aéroport du Grand Ouest, à Notre-Dame-des-Landes, en Loire-Atlantique, en France. Ses occupants souhaitent défendre une zone humide préservée, à l'origine de plusieurs rivières : bassins versants du Gesvres, du Hocmard et de l'Isac. Ils s'opposent au projet d'aéroport considéré comme un « grand projet inutile et imposé ». L'expression Zone à Défendre est un détournement du terme Zone d'aménagement différé (ZAD) utilisé par l'administration.
Si l'opposition à ce projet d'aménagement du territoire se manifeste dès les années 1970, c'est avec la relance du projet dans les années 2000 que se structure la lutte contre l'aéroport. La ZAD naît lorsque les habitants locaux sont rejoints à partir de 2009 par des militants à la suite d'un appel international lancé pour occuper les lieux. 
En octobre 2012, l'opération César est menée par les forces de l'ordre pour expulser la ZAD. Pendant plusieurs mois, les occupants, rejoints par de nombreux militants, s'opposent à la police et à l'armée, des bâtiments sont successivement détruits et reconstruits et d'importantes manifestations ont lieu. Finalement, en avril 2013, policiers et militaires quittent les lieux.
La ZAD devient une zone d'expérimentation anti-capitaliste et anti-autoritaire, une nouvelle façon d'habiter le territoire et de faire société. Une pluralité d'activités sont mises en place, notamment d'agriculture vivrière.
En janvier 2018, le gouvernement Édouard Philippe abandonne le projet d'aéroport et propose une régularisation des habitants à travers la signature de baux ruraux. Quelques mois plus tard, les forces de l'ordre procèdent à l'évacuation des habitants de la ZAD qui ont refusé la régularisation.

## Géographie

### Localisation
La ZAD de Notre-Dame-des-Landes est un territoire de 1 650 hectares située en Loire-Atlantique, dans l'Ouest de la France. Elle se trouve à 25 kilomètres au nord de Nantes, entre les communes de Grandchamp-des-Fontaines, Héric, Treillières, Vigneux-de-Bretagne et Notre-Dame-des-Landes. La zone est composée de bocages humides et est utilisée essentiellement pour le pâturage. Plusieurs fermes et bâtiments s'y trouvent, ainsi que de nombreux habitats légers.

### Axes de circulation

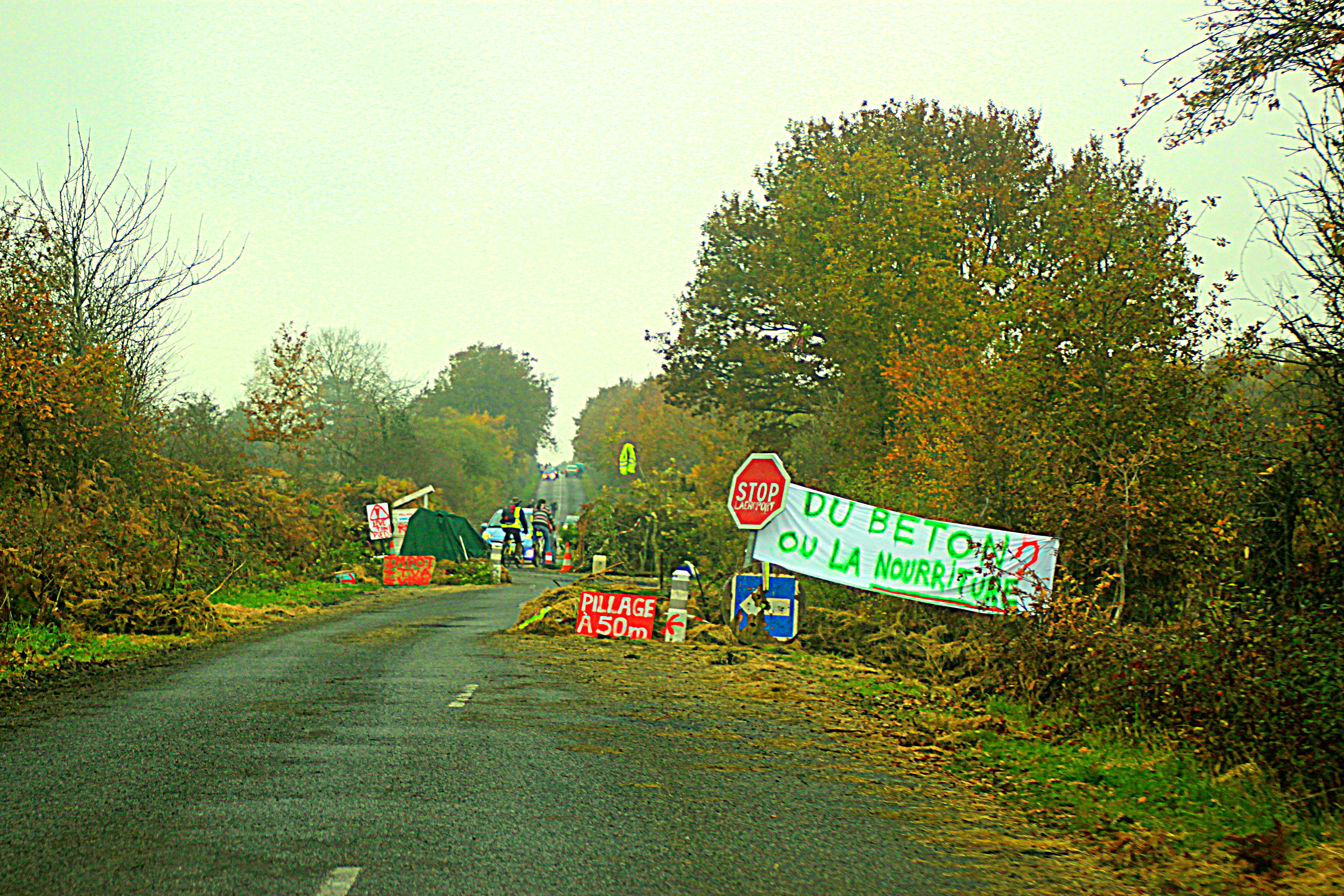
Une des chicanes sur la D281, le 17 novembre 2012.

La ZAD est traversée par trois routes du nord au sud : la D81 (qui relie à Vigneux de Bretagne), la D281 (qui relie Fay-de-Bretagne à La Paquelais), surnommée la « la route des chicanes » et la D42, qui relie le bourg de Notre-Dame-des-Landes à La Paquelais. Le carrefour de la Saulce, croisement de la D81 avec une route qui traverse la ZAD d'est en ouest, est un lieu important de la zone, où se sont déroulés d'importantes manifestations et combats entre zadistes et forces de l'ordre.
Durant les périodes de forte présence policières (2012-2013 et 2018), certains axes font l'objet de barrages de police où les contrôles sont fréquents. D'autres routes comme la D281 sont marquées par des chicanes, pour ralentir la circulation des véhicules ; en cas d'intervention de la gendarmerie, elles peuvent être rapidement transformées en barricades. Le reste du temps, « les déplacements et les mouvements sont faciles », tant à pied qu'à vélo.

## Histoire

### Contexte
La ZAD de Notre-Dames-des-Landes est créée dans le cadre d'une lutte populaire contre le Projet d'aéroport du Grand Ouest. 
En 1970, le projet de construction d'un aéroport au nord de Nantes est annoncé dans la presse aux habitants de Notre-Dame-des-Landes. L'objectif poursuivi est de moderniser la région, favoriser la déconcentration industrielle et l'intégration économique de la France dans le marché européen. L'État français lance un programme de modernisation agricole, qui passe par la mécanisation, le remembrement, le passage à la monoculture et l'utilisation d'intrants chimiques. Un certain nombre de paysans s'opposent à ces changements, qui entraînent endettement et inégalités parmi les agriculteurs (dans les années 1970, ces luttes paysannes en France s'illustrent notamment au Larzac).

Une zone de 1 650 hectares est désignée comme « zone d'aménagement différé » en 1974 pour la construction du futur aéroport. Il s'agit d'une zone où l’État peut préempter les terres et les bâtiments à un prix qu'il fixe lui-même, souvent bien inférieur aux prix du marché. L'Association de Défense des Exploitants Concernés par l’Aéroport (ADECA) est lancée en 1972 pour organiser l'opposition au projet. Néanmoins, dans le contexte des premier et deuxième chocs pétroliers, le projet n'est pas poursuivi.

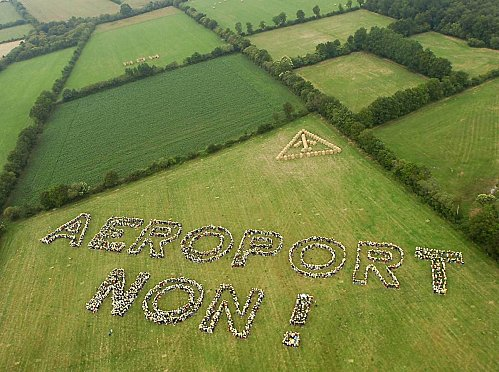
Fresque humaine contre l'aéroport en juin 2006.

Le projet d'aéroport est relancé en 2000 par Jean-Marc Ayrault, maire de Nantes et député de Loire-Atlantique, avec le soutien du premier ministre Lionel Jospin. Les opposants se fédèrent autour de l'Association citoyenne intercommunale des populations concernées par le projet d'aéroport de Notre-Dame-des-Landes (ACIPA), qui regroupe une cinquantaine d'associations, syndicats et collectifs. Des manifestations, recours juridiques et actions de blocage se multiplient. Une déclaration d'utilité publique est signée en 2008 par le premier ministre François Fillon, ouvrant la voie à la répression contre les opposants et les premiers forages exploratoires débutent.

### Création de la ZAD (2009)

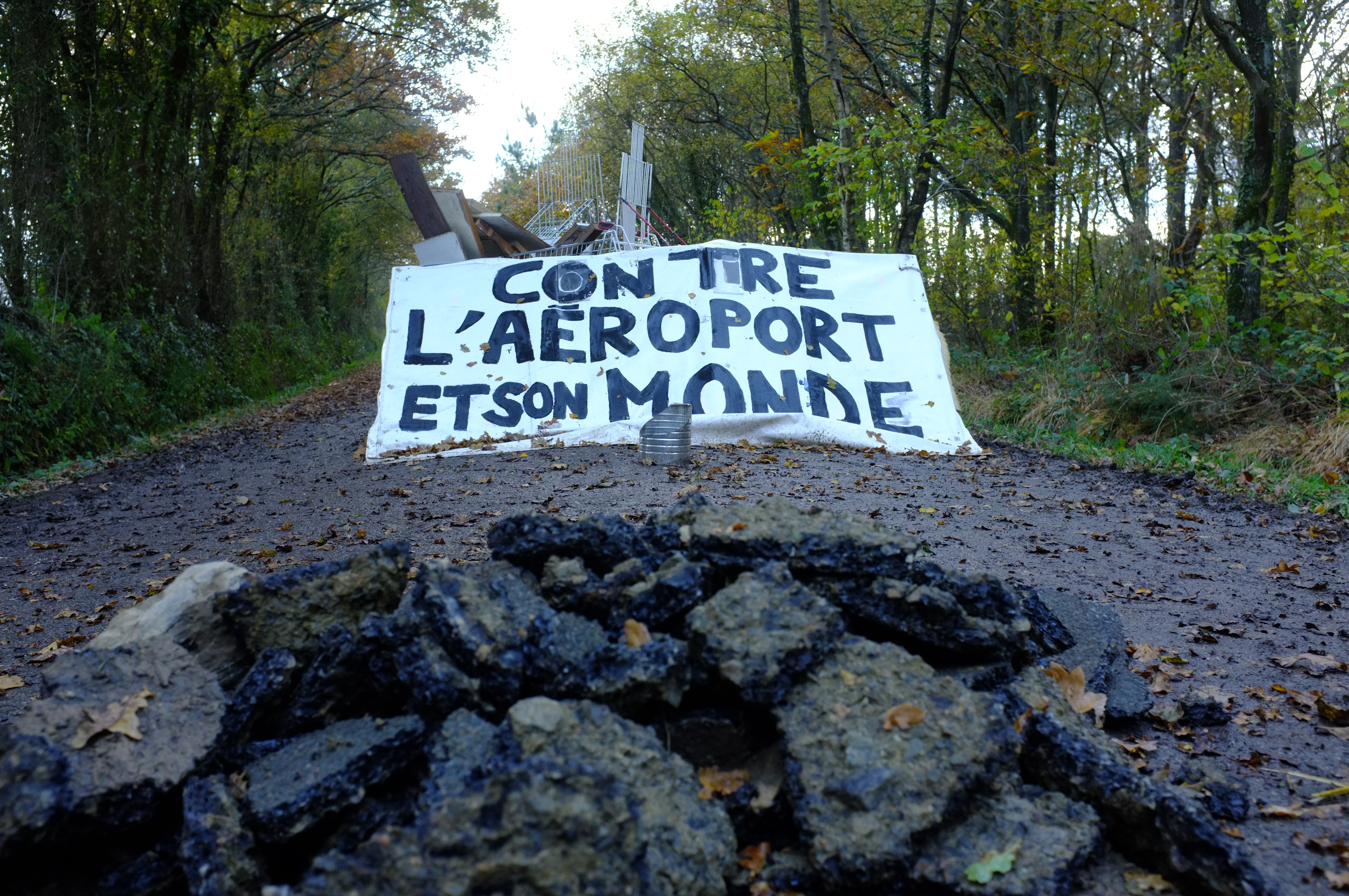
Barricade avec le slogan contre l'aéroport et son monde le 21 novembre 2012.

Un appel à occuper les terres est lancé par le collectif « Les habitant·es qui résistent » lors d'un camp action climat et une Semaine des Résistances en août 2009. Une vingtaine de maisons sont occupées. L'objectif est à la fois d'empêcher les travaux et créer une « grande zone d'autonomie », fondée sur une « logique anti-capitaliste et anti-autoritaire ». Deux ans plus tard, en 2011, l'ACIPA et la confédération paysanne rejoignent le mouvement et défrichent un hectare et demi de terres qui sont de nouveau cultivées. Un camp No-G s'installe sur les lieux, contribuant à ancrer la ZAD dans les luttes altermondialistes internationales.

### Opération César (octobre 2012 - avril 2013)

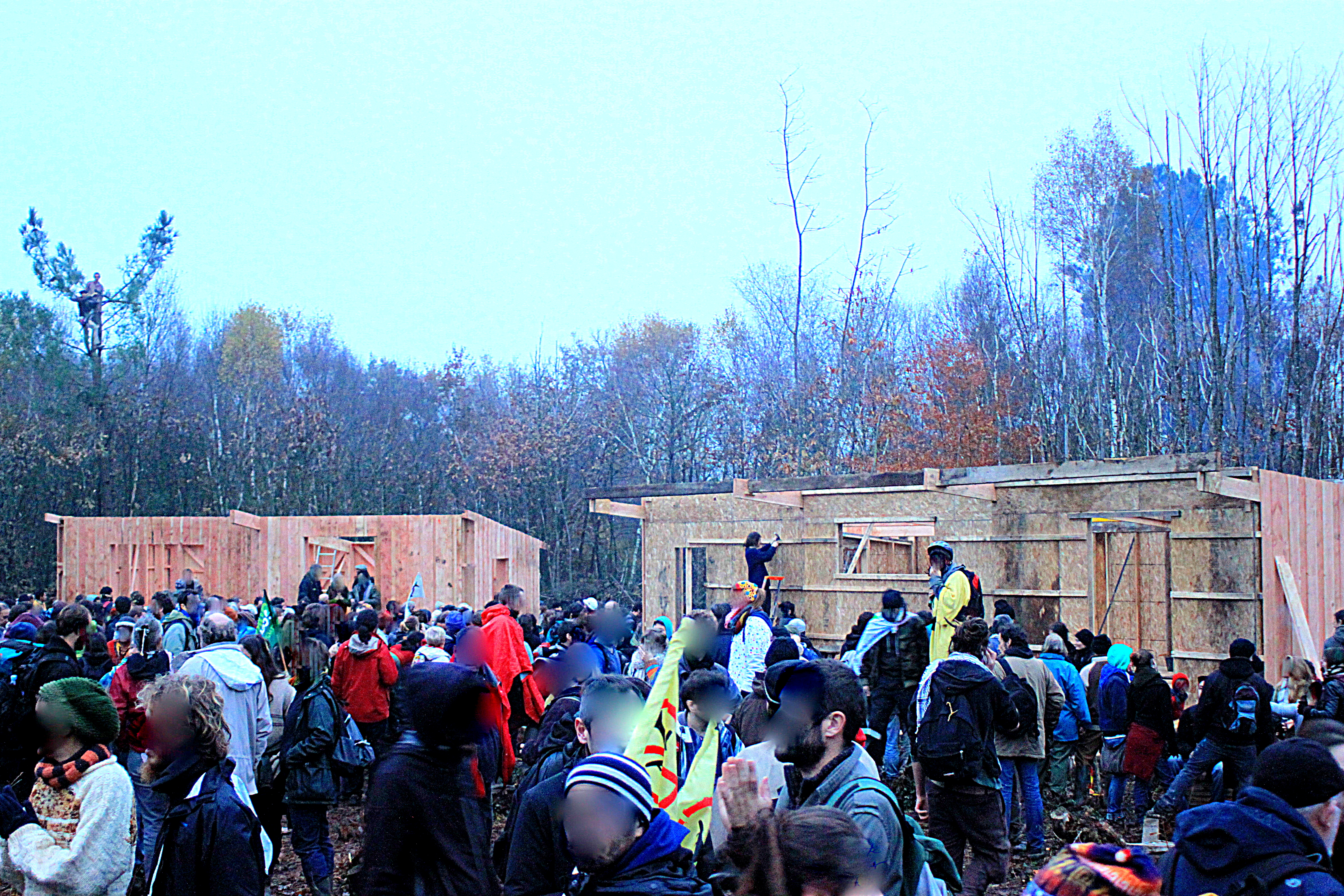
Construction de cabanes sur la ZAD le 17 novembre 2012, lors de l'opération de réoccupation des lieux.

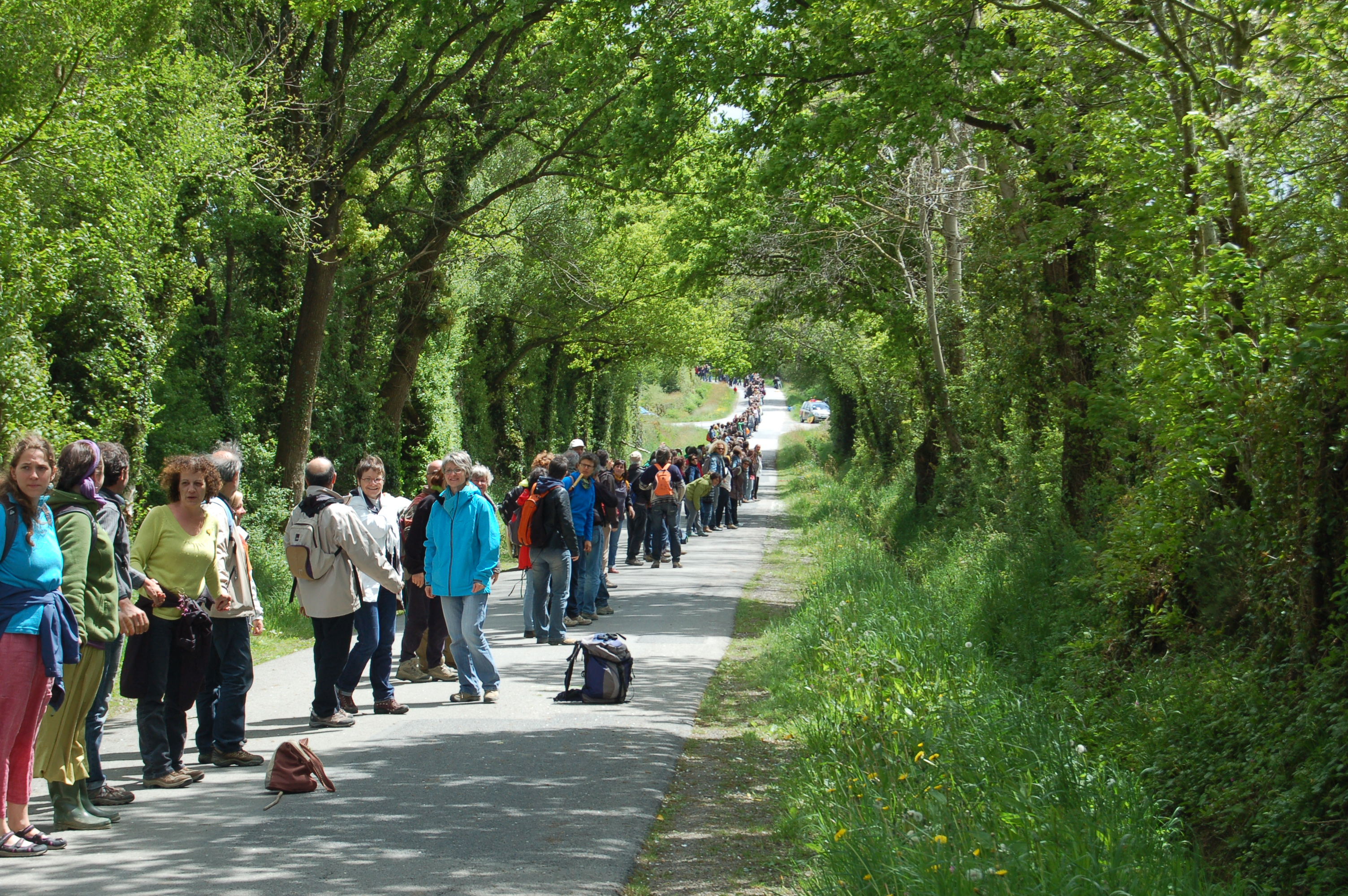
Chaîne humaine le 13 mai 2013 autour de la ZAD, contre le projet d'aéroport.

Le 13 janvier 2012, l’État déclare l'expulsion des terrains occupés illégalement. La préfecture de police de Loire-Atlantique, soutenue par le gouvernement de François Hollande, lance le 16 octobre 2012 l'opération César afin de chasser les occupants. Elle mobilise 1 500 personnes parmi les forces de l'ordre. Les cabanes et la plupart des fermes squattées sont détruites. Un mois plus tard, le 17 novembre, une grande manifestation de réoccupation des lieux rassemble 40 000 personnes. La chat-teigne, un espace d'accueil et de réunion, est érigé dans la forêt de Rohanne et protégé de la police par une quarantaine de tracteurs. D'importants combats ont lieu entre les occupants, désormais dénommés zadistes, et les policiers et militaires. De nombreux militants convergent sur les lieux et de plus en plus de personnes s'installent sur la ZAD. Début janvier 2013, le festival FestiZAD réunit 20 000 participants. Des cabanes sont reconstruites, des fermes réoccupées. Le 13 avril, le mouvement Sème ta ZAD est lancé à travers une action de remise en culture de plusieurs terrains. Cela occasionne de nouveaux affrontements avec les forces de l'ordre. Le 19 avril 2013, la police et l'armée se retirent des lieux : le siège de la ZAD prend fin.

Un an après cette opération, les Zadistes commémorent leur première victoire.

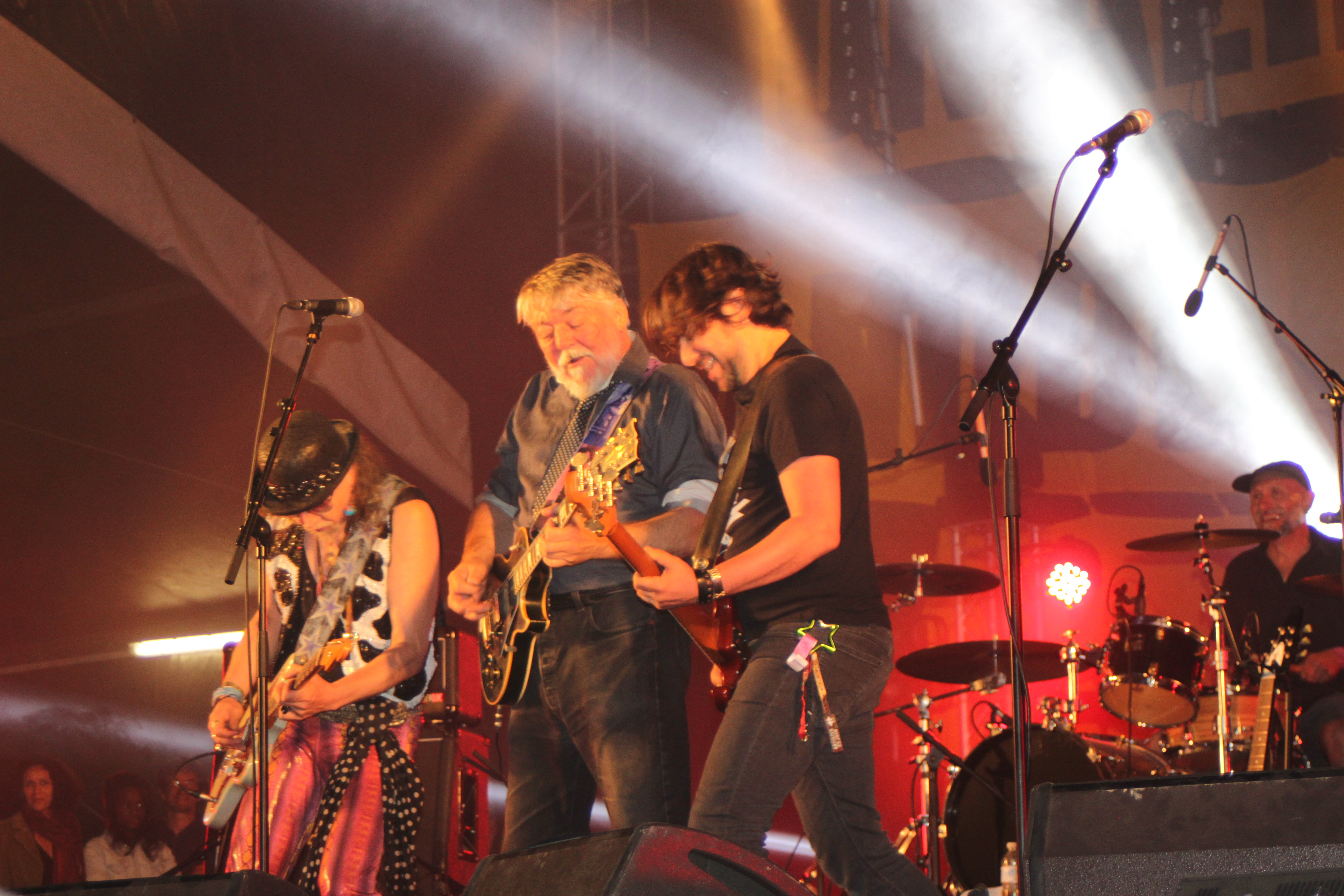
Parabellum à la ZAD, dans un concert de soutien en août 2013.

Après l'évacuation manquée de cette ZAD à l'automne 2012, des ZAD se sont multipliées en France.

### Expulsion de 2018

#### De l'abandon du projet à l'expulsion de la ZAD

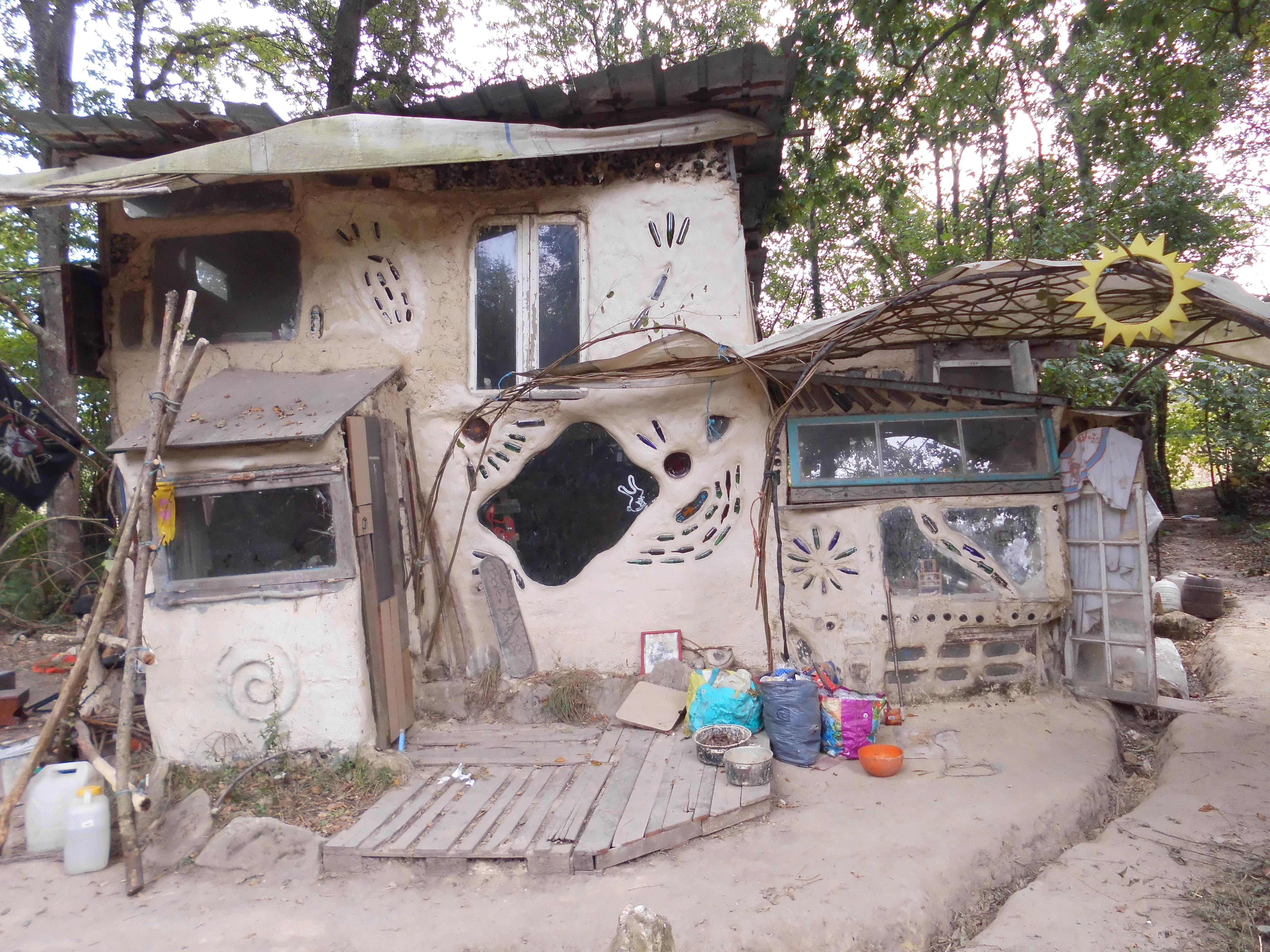
Cabane de la Boîte Noire à l'Est de la ZAD, détruite en avril 2018.

Le 17 janvier 2018, sous la présidence d'Emmanuel Macron, le Premier ministre Édouard Philippe annonce l'abandon officiel du projet d'aéroport. L'État souhaite le départ des zadistes, tandis que de nombreux habitants souhaitent rester sur les lieux qu'ils occupent et sur lesquels ils ont développé des activités, notamment agricoles. L'État lance une procédure de régularisation, aux conditions « restrictives » ; cette démarche est loin de faire l'unanimité parmi les habitants, entre ceux qui acceptent d'y participer et ceux qui refusent toute négociation avec l'administration. 
Deux mois et demi plus tard, le gouvernement ordonne l'expulsion des habitants et la destruction des constructions qui n'ont pas été régularisées. L'opération commence le 9 avril, dès 3 heures du matin. Toutes les cabanes de l'Est de la zone sont détruites dans cette temporalité. Après quatre jours d'affrontements, l'opération s'interrompt. Une deuxième opération d'évacuation a lieu à partir du jeudi 17 mai 2018. 1 800 hommes, des dizaines de fourgons et quatre véhicules blindés sont rassemblés pour cette opération. En avril, 11 000 grenades sont lancées dont 8 000 grenades lacrymogènes et 3 000 grenades assourdissantes, dont un lot datant de 2005 et donc périmé depuis 2015. 
Le 14 mai 2018, le ministre de l'Agriculture Stéphane Travert annonce que quinze des 29 projets agricoles déposés par les zadistes de Notre-Dame-des-Landes sont éligibles à la signature de conventions d'occupation précaire.

#### Violences policières lors de l'évacuation
Le 24 mai 2018, lors de l'évacuation par la gendarmerie de la ZAD, les gendarmes déversent une quantité record de grenades sur la Zad de Notre-Dame-des-Landes, un homme a la main arrachée par une grenade GLI-F4 qu'il a ramassé pour la rejeter sur les gendarmes. Cet homme a été évacué par les gendarmes. Une procédure est lancée le 22 octobre 2018, au tribunal administratif de Nantes, de cinq blessés de « requêtes en référés expertises », afin de démontrer la responsabilité de ces grenades de blessures ayant provoqué fractures, brûlures au 3e degré ayant nécessité une greffe de peau, des éclats de grenade définitivement sous la peau, à 2 journalistes et 3 habitants de la ZAD (maraîcher, cuisinier et étudiant). Le but est de prouver la liaison devant un tribunal administratif pour ensuite faire reconnaître la responsabilité de l'État, via le ministre de l'intérieur et le préfet pour cette pratique. 106 gendarmes ont été blessés lors de l'opération selon la gendarmerie.

### Régularisation
Le conseil départemental de la Loire-Atlantique, propriétaire d'une grande partie des terres, finit par accorder des baux de fermages de neuf ans renouvelables à différents habitants de la ZAD afin de régulariser leur situation. Deux cents personnes résident sur la zone, dans multiples lieux de vie, vivant notamment de l'agriculture vivrière et paysanne.
L'expulsion en avril 2018 a eu un impact important sur la zone et ses habitants, menant à « une recomposition démographique, sociologique et géographique » de la ZAD.

### Après 2018
En 2019, une partie des terres de la ZAD (895 hectares) est rétrocédée par l’État au département de Loire-Atlantique, qui signe des baux avec les zadistes et les agriculteurs historiques.
Le 29 février 2020, un hangar est en partie brûlé par le feu sur l'ex-zad. Par la suite une coordination d'organisations soutenant les projets sur la ZAD publie un communiqué expliquant que « cet acte a lieu dans un contexte de conflits d’usage difficiles ».
En janvier 2021, 3 ans après l’abandon du projet de deuxième aéroport de Nantes, 500 ouvriers ont construit avec du bois durable l'Université des Tritons, une université consacrée à la sauvegarde du vivant (faune et flore), à l’apprentissage des liens avec les végétaux et les animaux puis à la sauvegarde du patrimoine naturel.
En 2023, cinq ans après l'abandon du projet d'aéroport, les maires de Vigneux-de-Bretagne et Notre-Dame-des-Landes se plaignent de l’afflux de nouveaux activistes et dénoncent des nuisances et des dégradations.

## Activités sur la ZAD

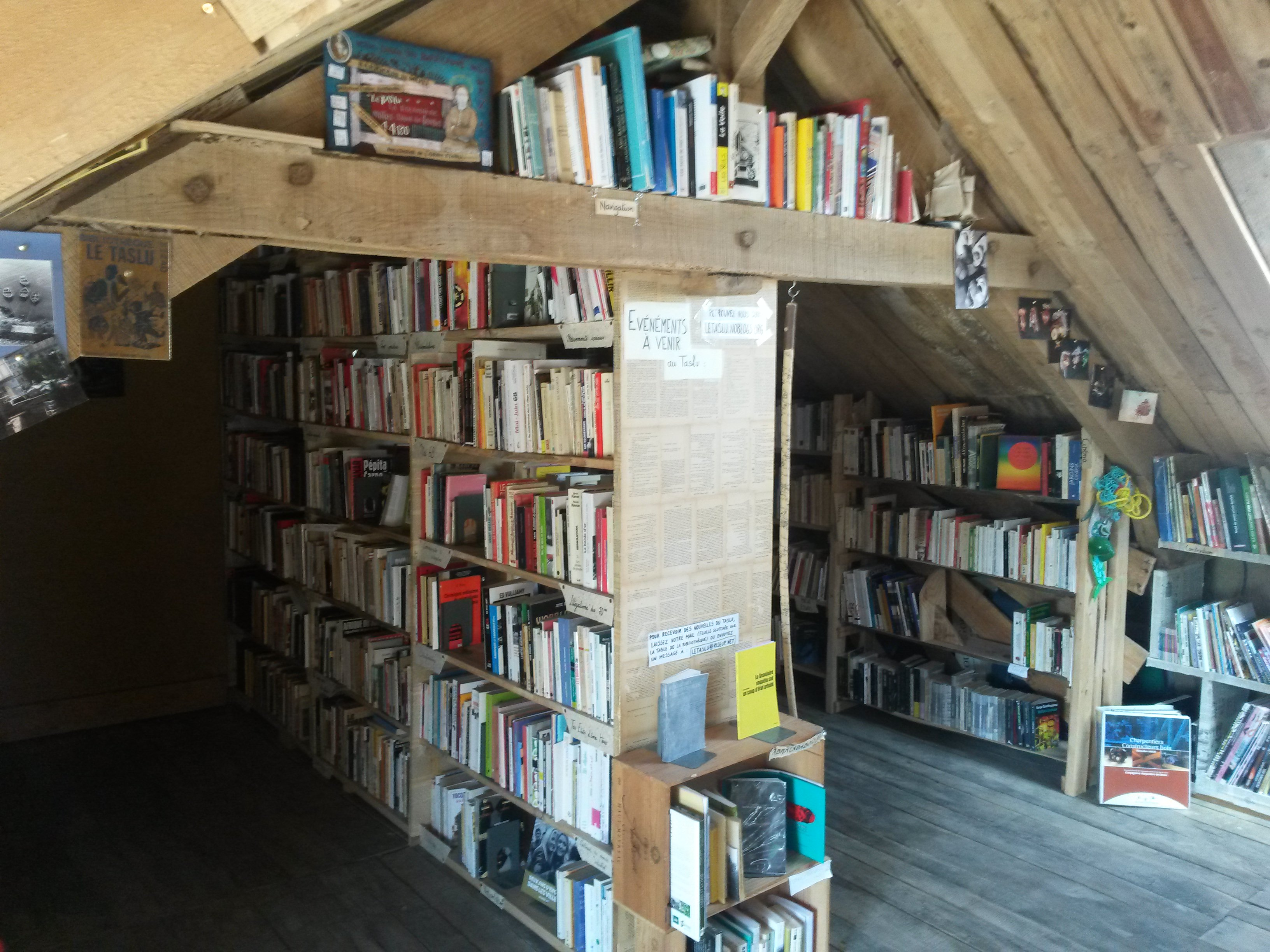
Bibliothèque du Taslu (août 2018).

Différentes activités agricoles ont été développées sur la ZAD. Des bâtiments sont créés avec des techniques d'autoconstruction.
En 2014, 200 personnes ont organisé leur lieu de vie sur 1 600 hectares, et une soixantaine de sites, vieilles fermes réaménagées, des maisons squattées, et des cabanes sont construites, en bois ou torchis. Des activités sont développées ; caravane internet, boulangerie, une vingtaine de projets agricoles, parmi lesquels l'élevage de vaches laitières, de l’apiculture, du maraîchage, et la culture de plantes médicinales, ainsi qu'un verger. Les zadistes visent l'autosuffisance alimentaire et fabriquent également du beurre et du fromage. 
Les zadistes rejettent la loi de l'offre et de la demande et donc les rapports marchands en vendant à prix libre ou gratuitement par exemple du pain, des fruits ou encore des légumes,. Des boucs sont utilisés pour débroussailler les fossés et les haies. Les zadistes échangent également avec les paysans des environs. Le journal « ZAD News » était pendant longtemps distribué le lundi après-midi par une équipe de facteurs, des projections, débats et concerts sont régulièrement organisés. 
Au niveau social, un groupe accueille les personnes en souffrance psychologique ou rencontrant des problèmes avec les drogues. Dans le cadre de la convergence des luttes, des migrants africains sont également accueillis, des cours de français et de l'aide pour remplir les demandes d'asile sont fournies en relation avec No Border de Calais.
Elle est composée de douze habitants, tirés au sort pour un mois et renouvelés de moitié tous les quinze jours. La Smala accueille des enfants vivant sur zone ou dans les bourgs alentour depuis 2016. 
La sociologue Geneviève Pruvost décrit ces zadistes comme ayant créé des fermes en autogestion et une agriculture alternative, l’expérimentation de la vie en « habitat léger », opposée au bétonnage mais utilisant au contraire des matériaux de récupération ou biosourcés afin de réduire l'empreinte humaine. Une expérience également de vie libertaire et anticapitaliste, le rejet d’un chef potentiel, renvoyant à une contestation du progrès industriel et des sociétés pyramidales, comme le furent autrefois les anarchistes, puis les néoruraux des communautés des années 1970. On y trouve la cohabitation politique de groupes d'agriculteurs et d'artisans travaillant en interdépendance. Parmi les pratiques, de la ZAD elle note l’autoproduction, la limite des dépenses et d'adopter et un fonctionnement coopératif.
La lutte contre l'aéroport a été l'occasion pour une cinquantaine de naturalistes (appelés « Les Naturalistes en Lutte ») de répertorier faune et flore de la zone, afin de la défendre avec des arguments de protection de la biodiversité. Des espèces protégées jusqu'alors non répertoriées ont ainsi été découvertes dans la région. comme la musaraigne d'eau et le triton de Blasius (hybride du triton crêté et du triton marbré), et dans le règne végétal, Pulicaria vulgaris, Exaculum pusillum (inscrite dans la liste rouge de l'UICN des espèces quasi-menacées) et des plantes du genre Sibthorpia. Ce recensement participatif a permis de noter 1 500 espèces vivantes sur ce territoire.

## Organisation

### Refus d'une autorité politique
La ZAD est fondée sur une logique « anti-capitaliste et anti-autoritaire ». Les occupants cherchent à s'émanciper des différentes dominations (économiques et politiques) et refusent toute forme de représentation politique, afin d'éviter l'émergence d'une autorité politique qui pourrait imposer sa volonté. Par conséquent, il n'y a pas d'organe de gouvernance collective. La sociologue Margot Verdier estime ainsi que « l’organisation du mouvement d’occupation de la zad s’apparente à une collection d’individus qui se coordonnent à travers des « fragments » de structures collectives ».

### Justice
De même, il n'y a pas d'organe centralisé de gestion des conflits. La plupart des différends mineurs se règlent de manière privée entre les individus ou groupes concernés. Toutefois, certains conflits plus importants et ancrés dans la durée (violences sexistes, distribution de fermes vacantes...) n'ont pas pu être résolus par une simple conciliation. En conséquence, les habitants de la ZAD mettent en place en 2016 le cycle des douze, un outil inspiré des pratiques juridiques des Zapatistes au Chiapas. Cette instance est composée de douze habitants, tirés au sort pour un mois et renouvelés en partie tous les quinze jours parmi des volontaires. Le cycle des douze ne peut pas s'auto-saisir, mais il peut être sollicité en cas de conflit. Il suggère des réparations ou peut interdire à un agresseur d'approcher sa victime. Dans le cas de « violences graves » identifiées par les occupants de la ZAD, la conciliation privée ne suffit pas. C'est le cas des actes qui peuvent mettent en danger l'ensemble des habitants de la ZAD (comme l'agression physique, ou le vol répété chez un habitant d'un village proche, qui risquait de dégrader les relations avec le voisinage). Dans ces cas-là, « un processus de mise à l’épreuve » de la personne accusée est lancé : à travers des réunions, des témoignages et preuves sont recueillis, les faits sont reconstitués et une décision est prise, qui est ensuite signifiée à la personne. Cette dernière doit regagner la confiance du groupe, dans une logique de réhabilitation plutôt que de punition. Dans les cas les plus graves (comme les violences sexuelles), le bannissement de la personne peut être prononcé. Cela est considéré comme un échec des processus de conciliation, et son efficacité est limitée pour éviter une récidive dans un autre endroit. Une des solutions mises en place est la circulation de listes d'agresseurs sexuels récidivistes parmi les différents lieux de lutte. Ce système de justice communautaire prend fin en 2018 après l'expulsion d'une partie des occupants de la ZAD.

## Controverse autour de la notion de victoire
Le dialogue d'une partie des opposants avec la préfecture de Nantes et la normalisation de la ZAD est sujette à controverse au sein du mouvement de lutte historique. Une partie des opposants dénonce une « stratégie administrative et son lot de fiches qui ne porte aucun message politique émancipateur ». Dans un reportage de France 24 présentant les deux parties, un occupant s'indigne : « les gens qui sont dans la logique de légalisation font le travail de la préfecture et de la police, c'est-à-dire qu'ils leur demandent de partir et de leur laisser les lieux pour qu'ils puissent en faire ce qu'ils veulent ». De l'autre côté, les partisans de la signature des conventions d'occupation précaire ne se considèrent plus comme des « zadistes », mais comme des nouveaux habitants de Notre-Dame-des-Landes.

### Sources universitaires
1. 1 2 3 4  Verdier 2016, p. 7
2. ↑  Verdier 2016, p. 19
3. 1 2 3  Julien Gaillard et Delphine Saurier, « En quête d’hétérotopie. La zad de Notre-Dame-des-Landes et la prison », Études de communication, no 59,‎ 1er décembre 2022, p. 219–243 (ISSN 1270-6841 et 2101-0366, DOI 10.4000/edc.15458, lire en ligne, consulté le 11 avril 2023)
4. 1 2  Frédéric Barbe, « La « zone à défendre » de Notre-Dame-des-Landes ou l’habiter comme politique », Norois, nos 238-239,‎ 17 octobre 2016, p. 109–130 (ISSN 0029-182X et 1760-8546, DOI 10.4000/norois.5898, lire en ligne, consulté le 8 avril 2023)
5. ↑  Verdier 2016, p. 8-9
6. 1 2 3  Verdier 2016, p. 10
7. 1 2 3 4 5 6 7 8 9 10 11 12  Margot Verdier, « À la zad, l’expérience d’une justice anti-autoritaire: », Délibérée, vol. N° 15, no 1,‎ 14 avril 2022, p. 32–36 (ISSN 2555-6266, DOI 10.3917/delib.015.0032, lire en ligne, consulté le 10 avril 2023)
8. 1 2 3  Verdier 2016, p. 11
9. 1 2 3  Verdier 2016, p. 13
10. ↑  Verdier 2016, p. 15
11. 1 2  Madeg Leblay, « Fuir les métropoles : les habitats alternatifs en milieu rural comme espaces de refuge et de contestation », Métropoles, no 28,‎ 7 octobre 2021 (ISSN 1957-7788, DOI 10.4000/metropoles.7864, lire en ligne, consulté le 9 avril 2023)
12. ↑  Verdier 2016, p. 23
13. ↑  Verdier 2016, p. 20

### Sources de presse
1. 1 2 3 4 5 6  Emmanuel Clévenot, « Notre-Dame-des-Landes : sous Macron, une victoire et des déchirements », sur Reporterre, le média de l'écologie, 3 mars 2022 (consulté le 9 avril 2023)
2. ↑  Tara Schlegel, « Notre-Dame-des-Landes : au cœur de la ZAD », Le Magazine de la rédaction, France culture,‎ 28 avril 2017 (lire en ligne)
3. ↑  Fabienne Béranger, « Nantes : il y a un an, l'opération César sur la ZAD de Notre-Dame-des-Landes », France 3, Pays de la Loire,‎ 19 octobre 2013 (lire en ligne)
4. ↑  « D’une ZAD à l’autre, tour d’horizon des conflits environnementaux », Le Monde,‎ 24 octobre 2015 (lire en ligne, consulté le 23 février 2016).
5. ↑  AFP, « Notre-Dame-des-Landes : la deuxième opération d'expulsion reprend dans la ZAD », Libération,‎ 18 mai 2018 (lire en ligne)
6. ↑  Pierre-Henri Allain, « Notre-Dame-des-Landes : «Je suis dégoûté, on s'est fait défoncer» », Libération,‎ 17 mai 2018 (lire en ligne)
7. ↑  Moran Kerinec, « Les gendarmes ont déversé une quantité record de grenades sur la Zad de Notre-Dame-des-Landes », Reporterre,‎ 30 avril 2018 (lire en ligne)
8. ↑  « NDDL: quinze projets agricoles "éligibles" à un bail précaire », Le Point,‎ 14 mai 2018 (lire en ligne, consulté le 9 février 2021)
9. ↑  « Maxime P., mutilé par une grenade GLI F4 à Notre Dame des Landes le 22 mai 2018 », Désarmons-les,‎ 24 mai 2018 (lire en ligne)
10. ↑  « Notre-Dame-des-Landes : un homme grièvement blessé dans la ZAD en ramassant une grenade », Le Monde.fr,‎ 22 mai 2018 (lire en ligne, consulté le 5 novembre 2022)
11. ↑  Nicolas de la Casinière, « Des victimes de la grenade GLI-F4 - dont une journaliste de Reporterre - lancent une procédure judiciaire », Reporterre,‎ 22 octobre 2018 (lire en ligne)
12. ↑  Sirpa Gendarmerie, Gendarmerie nationale, « [RETEX] Évacuation de la ZAD de Notre-Dame-des-Landes », sur www.gendinfo.fr (consulté le 5 novembre 2022)
13. ↑  Emmanuel Guimard, « Notre-Dame-des-Landes : la ZAD redevient agricole et bio », Les Échos,‎ 6 novembre 2019 (lire en ligne, consulté le 23 décembre 2023)
14. ↑  « Notre-Dame-des-Landes. Un hangar en partie détruit par le feu sur l’ex-Zad », Ouest France,‎ 29 février 2020 (lire en ligne)
15. ↑  « Communiqués suite à I’incendie du hangar de l’avenir à Bellevue »
16. ↑  « Notre-Dame-des-Landes. L’école des Tritons prend forme », Ouest France,‎ 18 janvier 2021 (lire en ligne)
17. ↑  Simon Cherner, Notre-Dame-des-Landes : l’ex-ZAD gangrenée par une «nouvelle génération» de militants, lefigaro.fr, 20 décembre 2023
18. ↑  « Sur la ZAD de Notre-Dame-des-Landes, deux boulangeries côte à côte, deux statuts », L'éclaireur,‎ 23 janvier 2018 (lire en ligne)
19. 1 2 3  Sylvain Mouillard, « A Notre-Dame-des-Landes, on rêve d'une «commune libre de la ZAD» », Libération,‎ 17 décembre 2014 (lire en ligne)
20. ↑  Guiillaume Frouin, « Le «cycle des douze», la police des zadistes de Notre-Dame-des-Landes », Le Figaro,‎ 14 janvier 2018 (lire en ligne)
21. ↑  « ZADenVIES & la Smala : semaine enfants / familles », sur ZAD.nadir.org, 20 juin 2018
22. ↑  Blanche Ribault, « La non-violence de l’Etat devrait redevenir un débat », Télérama,‎ 24 juillet 2018 (lire en ligne)
23. ↑  Catherine Vincent, « Geneviève Pruvost : « La ZAD de Notre-Dame-des-Landes rend visible toute une palette de modes de vie » », Le Monde,‎ 18 janvier 2018 (lire en ligne)
24. ↑  (en) UICN : espèce num 164355
25. ↑  Loïc Chauve, « 5 espèces végétales et animales qu'on avait oubliées à Notre-Dame-des-Landes », Sciences et Avenir,‎ 25 janvier 2016 (lire en ligne)
26. ↑  [vidéo] France 3 TV, « Notre Dame des Landes : La reconquête », sur YouTube, 14 septembre 2019 A la 56e minute du reportage on peut voir des occupants de la ZAD accueillir Nicole Klein, préfète de Nantes chargée du dossier
27. ↑  « Zadissidences 3 », Voir article: Quant à la stratégie administrative et au fonds de dotation de la ZAD, sur infokiosques.net, 29 septembre 2018
28. ↑  [vidéo] France 24, « Notre-Dame-des-Landes : que reste-t-il des idéaux de la ZAD ? », sur YouTube, 17 janvier 2020
29. ↑  « Ils pensent l’avenir de la ZAD de Notre-Dame-des-Landes », Vice,‎ 9 avril 2019 (lire en ligne, consulté le 9 février 2021)

#### Ouvrages
- Collectif, ZAD partout : Zone à défendre à Notre-Dame-des-Landes, Montreuil, L'Insomniaque, 2013, 141 p. (ISBN 978-2-915694-67-3, EAN 9782915694673, BNF 43611895) (recueil de textes et d'images)
- Hervé Kempf, Notre-Dame-des-Landes, Paris, Seuil, 2014, 160 p. (ISBN 978-2-02-115654-6, EAN 9782021156546)
- Pascal Perri, L'écologie contre la démocratie : Notre-Dame-des-Landes, Sivens, Roybon : enquête sur le zadisme, Paris, Plein jour, 2016, 123 p. (ISBN 978-2-37067-021-2, EAN 9782370670212, BNF 45083014)
- Collectif Mauvaise troupe, Défendre la ZAD, Paris, Éditions de l'Éclat, 2016, 45 p. (ISBN 978-2-84162-397-6, EAN 9782841623976, BNF 44498475)
- Cosma Salé, Chroniques de la zone libre : des ZAD au maquis : fragments de l'imaginaire autonome, Neuvy-en-Champagne, le Passager clandestin, 2016, 157 p. (ISBN 978-2-36935-059-0, EAN 9782369350590, BNF 45253678)
- Jade Lindgaard (dir.), Alain Damasio, Virginie Despentes, David Graeber, Bruno Latour, Pablo Servigne, Vandana Shiva et Kristin Ross (préf. Naomi Klein), Éloge des mauvaises herbes : Ce que nous devons à la ZAD, Paris, Les Liens qui libèrent, 2018, 201 p. (ISBN 979-10-209-0642-7, BNF 45608946)
- Alessandro Pignocchi (ill. Alessandro Pignocchi), La Recomposition des mondes, Paris/impr. en Slovénie, Seuil, coll. « Anthropocène », avril 2019, 128 p. (ISBN 978-2-02-142122-4, EAN 9782021421224) (roman-BD sur la ZAD d'un anthropologue y ayant participé)
- Margot Verdier, Le commun de l’autonomie : une sociologie anarchiste de la zad de Notre-Dame-des-Landes, Vulaines-sur-Seine, Éditions du Croquant, 2021 (présentation en ligne)

#### Articles universitaires
- Philippe Coutant, « Réinventer le politique : autour de la zad de Notre-Dame-des-Landes », Chimères, no 83,‎ février 2014, p. 149-158 (ISSN 0986-6035, e-ISSN 2111-4412, DOI 10.3917/chime.083.0149, présentation en ligne) (point de vue militant)
- (en) Anne-Laure Pailloux, « Deferred Development Zone (ZAD) versus ‘Zone to be protected’. Analysis of a struggle for autonomy in/of rural space », justice spatiale - spatial justice, Université Paris Ouest Nanterre La Défense, Laboratoire Mosaïques, no 7 « Right to the Village »,‎ 2015 (lire en ligne) 〈halshs-01512403〉
- Frédéric Barbe, « La « zone à défendre » de Notre-Dame-des-Landes ou l’habiter comme politique », Norois, nos 238-239,‎ janvier 2016, p. 109-130 (ISBN 9782753552227, ISSN 0029-182X, présentation en ligne)
- Cécile Rialland-Juin, « Le conflit de Notre-Dame-des-Landes: les terres agricoles, entre réalités agraires et utopies foncières », Norois, nos 238-239,‎ 17 octobre 2016, p. 133–145 (ISSN 0029-182X, DOI 10.4000/norois.5907, lire en ligne, consulté le 10 avril 2023)
- Margot Verdier, « “Une lutte en zones” : l’occupation illégale et la production de l’espace à la ZAD de Notre-Dame-des-Landes, France », Anuari del conflicte social,‎ 2016 (lire en ligne)
- Geneviève Pruvost, « Critique en acte de la vie quotidienne à la ZAD de Notre-Dame-des-Landes (2013-2014) », Politix, no 117,‎ janvier 2017, p. 35-62 (DOI 10.3917/pox.117.0035, présentation en ligne)

### Filmographie
- Le tarmac est dans le pré, documentaire de Thibault Férié, Point du jour, 52 min, 2013 (diffusé en octobre 2013 sur France 3).
- Des tracteurs contre des avions, documentaire de Christian Baudu, Canal automedia NopubNosub, 31 min, janvier 2013.
- Notre-Dame-des-Landes, au cœur de la lutte, documentaire de Pierrick Morin, 70 min, mars 2012.
- Sème ton western, 23 min, super 8, cinéma artisanal, Les Scotcheuses, 2014.
- No ouestern, 27 min, super 8, cinéma artisanal, Les Scotcheuses, 2015.
- Zad, Lande habitée, Camille Camille, en cours de tournage en 2018.
- Direct Action, documentaire de Guillaume Cailleau et Ben Russell, 2024.
- Forêt Rouge, documentaire de Laurie Lassalle, Les Films de l'œil sauvage, 90 min, 2025.